# Ostinato
Een ostinato is een kort muzikaal motief dat telkens, gedurende of een deel van een song, speelstuk etc. wordt herhaald.
Een basso ostinato is een bas-melodie in een compositie, die de hele tijd een en dezelfde melodie herhaalt. 
De term is afkomstig uit het Italiaans en betekent: koppig (Nederlands: obstinaat). Het is iets dat tegenwoordig veel in de muziekwereld gebruikt wordt en sterk bepalend werkt op het karakter van een stuk.
Ostinato technieken stammen van oorsprong uit de volksmuziek, maar worden sinds de barok ook in  de klassieke muziek gebruikt. Een bekend voorbeeld hiervan is de lamentobas: een baspartij die bestaat uit een dalend tetrachord in mineur, gaande van de tonica naar de dominant. In sommige ostinati daalt deze bas met kleine secundes af naar de dominant, en wordt dit klagende thema alsmaar herhaald.
Ook in de jazz en de popmuziek komen ostinati voor, een bekend voorbeeld zijn de sterk ritmische basloopjes die deel uitmaken van de riddim in reggae.